# (1255) Schilowa
(1255) Schilowa est un astéroïde de la ceinture principale découvert le 8 juillet 1932 par l'astronome russe Grigori Neujmin. Il a été nommé en hommage à l'astronome russe Maria Jilova.

## Historique
Le lieu de découverte, par l'astronome russe Grigori Neujmin, est Simeis (094).
Sa désignation provisoire, lors de sa découverte le 8 juillet 1932, était 1932 NC.